# Masia

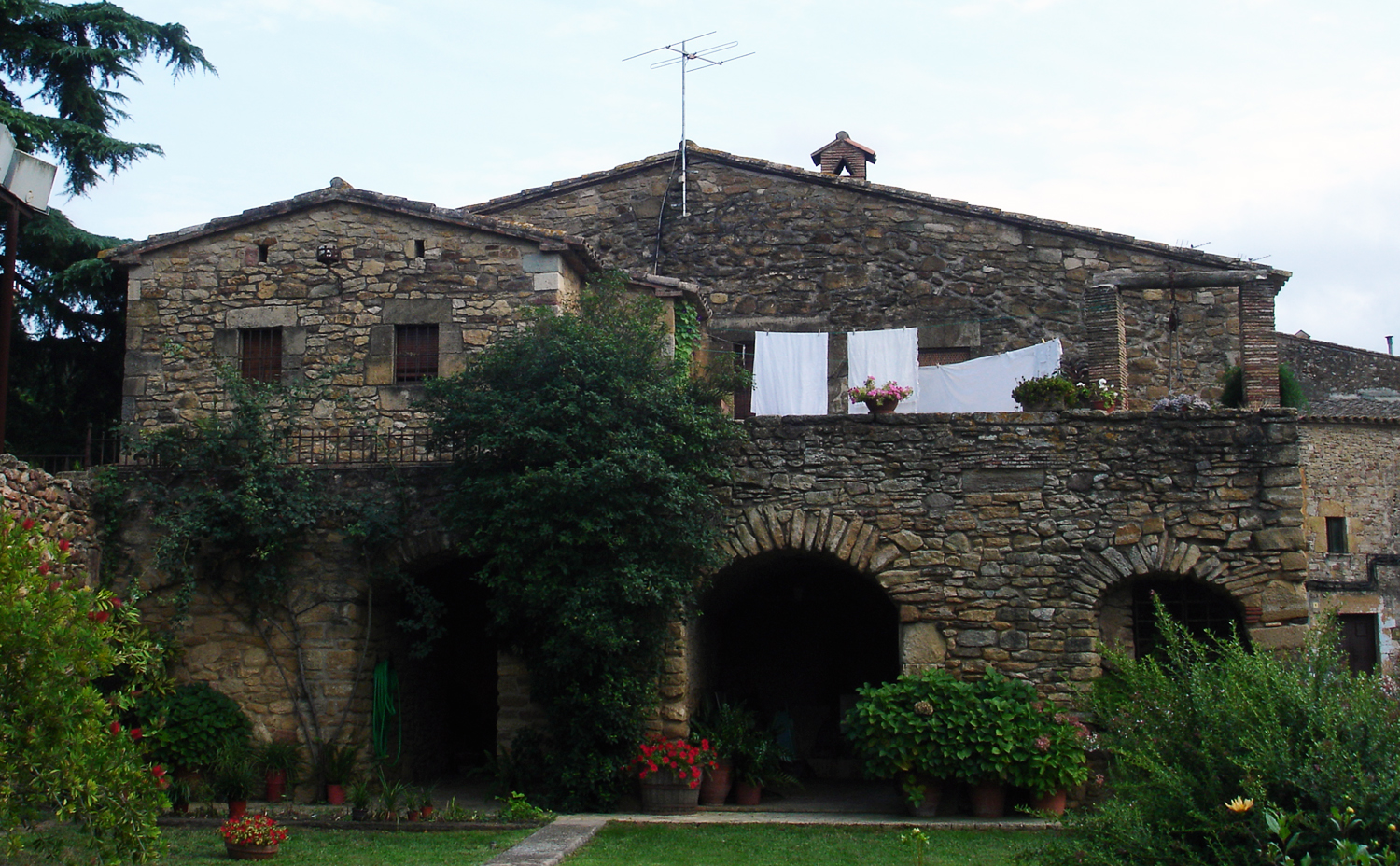
Una masia vicino a Gerona

La masia è un tipo di costruzione rurale, molto comune nella vecchia Catalogna, che deriva dalle antiche ville romane. Si tratta di una costruzione isolata legata ad una azienda agricola di carattere familiare.
Gli elementi utilizzati per la loro costruzione sono cambiati nel corso del tempo e a seconda della loro localizzazione geografica. Durante il Medioevo, le pietre delle costruzioni erano tenute insieme dal fango, finché non venne sostituito dalla calce o dal cemento. Nei luoghi in cui la pietra scarseggiava veniva invece usato l'adobe.
La maggior parte delle case presenta la facciata principale rivolta a sud e la loro pianta di solito non superava i cinque metri, con una copertura di travi di legno collocate perpendicolarmente alla facciata rivestita con piastrelle o mattonelle. Nelle zone pirenaiche si usava una copertura in ardesia. Sovente povere d'interesse artistico, molte masies si sono convertite in agriturismi.